# Queluz (freguesia)
Queluz é uma das 20 freguesias portuguesas do município de Sintra. É, também, a freguesia que originou a cidade de Queluz, agora com Massamá e Monte Abraão, que se separaram administrativamente da freguesia de Queluz (em 12 de Julho de 1997), é uma das três freguesias daquela cidade. As três freguesias da cidade de Queluz somam cerca de 78 040 habitantes.
A freguesia de Queluz tem uma população de 26 248 habitantes (2011), e uma área de 2,93 km². A sua densidade é de 8 958,4 hab./km².
A freguesia foi criada em 29 de Junho de 1925, por Decreto-Lei n.º 1790, após desanexação da povoação de Queluz da freguesia de Belas. Junto com as povoações de Pendão, Massamá, Ponte Carenque, Gargantada e Afonsos, constituíram a freguesia de Queluz. Em 2013, no âmbito da reforma administrativa foi anexada à freguesia de Belas, criando-se a União de Freguesias de Queluz e Belas

## População
| População da freguesia de Queluz | População da freguesia de Queluz | População da freguesia de Queluz | População da freguesia de Queluz | População da freguesia de Queluz | População da freguesia de Queluz | População da freguesia de Queluz | População da freguesia de Queluz | População da freguesia de Queluz | População da freguesia de Queluz | População da freguesia de Queluz | População da freguesia de Queluz | População da freguesia de Queluz | População da freguesia de Queluz | População da freguesia de Queluz |
| -------------------------------- | -------------------------------- | -------------------------------- | -------------------------------- | -------------------------------- | -------------------------------- | -------------------------------- | -------------------------------- | -------------------------------- | -------------------------------- | -------------------------------- | -------------------------------- | -------------------------------- | -------------------------------- | -------------------------------- |
| 1864                             | 1878                             | 1890                             | 1900                             | 1911                             | 1920                             | 1930                             | 1940                             | 1950                             | 1960                             | 1970                             | 1981                             | 1991                             | 2001                             | 2011                             |
|                                  |                                  |                                  |                                  |                                  |                                  | 3 725                            | 4 967                            | 7 968                            | 15 746                           | 27 679                           | 48 112                           | 60 370                           | 27 913                           | 26 248                           |

Freguesia criada pela lei nº 1.790, de 29/06/1925, com lugares desanexados da freguesia de Belas. Com lugares desta freguesia foram criadas em 1997 as freguesias de Massamá e Monte Abraão

## Património
- Palácio Nacional de Queluz e jardins
- Antas de Belas ou Anta da Estria ou Anta do Senhor da Serra ou Anta da Pedra dos Mouros ou Pedra dos Mouros
- Palacete Pombal ou Palacete dos Condes de Almeida Araújo, pavilhão das cocheiras e jardim anexo
- Torre do Relógio (Queluz) (Largo do Palácio Nacional de Queluz)
- Quinta Nova da Assunção
- Aqueduto das Águas Livres, seus aferentes e correlacionados (Troço de Sintra: freguesias de Almargem do Bispo, Casal de Cambra, Belas, Agualva-Cacém e Queluz)

## Personalidades ilustres
- Barão de Queluz, Visconde de Queluz e Conde de Queluz